# Smáratorg 3
Smáratorg 3 è un edificio situato a Kópavogur, in Islanda.

## Descrizione
Utilizzato per ospitare da uffici e negozi, è l'edificio più alto in Islanda e supera in altezza Hallgrímskirkja. È la quarta struttura architettonica più alta della nazione dopo il trasmettitore Eiðar, gli alberi del Trasmettitore Radio Navale di Grindavik e l'albero del trasmettitore radio Hellissandur.
La torre è situata a Smárahverfi, Kópavogur, dove si trova anche il centro commerciale Smáralind. L'edificio ha 20 piani e raggiunge i 77,6 metri in altezza. La torre è stata progettata dal collettivo di architetti Arkís.
La società multinazionale di contabilità e consulenza Deloitte ha sede nella torre.
L'edificio è stato aperto l'11 febbraio 2008.